# Arrondissement di Saint-Nazaire
L'arrondissement di Saint-Nazaire è una suddivisione amministrativa francese, situata nel dipartimento della Loira Atlantica e nella regione dei Paesi della Loira.

## Composizione
L'arrondissement di Saint-Nazaire raggruppa 57 comuni in 15 cantoni:
- cantone di La Baule-Escoublac
- cantone di Bourgneuf-en-Retz
- cantone di Le Croisic
- cantone di Guérande
- cantone di Herbignac
- cantone di Montoir-de-Bretagne
- cantone di Paimbœuf
- cantone di Pontchâteau
- cantone di Pornic
- cantone di Saint-Gildas-des-Bois
- cantone di Saint-Nazaire-Centre
- cantone di Saint-Nazaire-Est
- cantone di Saint-Nazaire-Ovest
- cantone di Saint-Père-en-Retz
- cantone di Savenay